# UniCredit Czech Open 2015
UniCredit Czech Open 2015 byl tenisový turnaj pořádaný jako součást mužského okruhu ATP Challenger Tour, který se hrál na antukových dvorcích tenisového areálu TK Agrofert Prostějov. Konal se mezi 31. květnem až 6. červnem 2015 v českém Prostějově jako 22. ročník turnaje.

## Přehled finále

### Mužská dvouhra
- Jiří Veselý vs.  Laslo Djere, 6–4, 6–2

### Mužská čtyřhra
- Julian Knowle /  Philipp Oswald vs.  Mateusz Kowalczyk /  Igor Zelenay, 4–4, 6–3, [11-9]